# Râul Găița
Râul Găița este un curs de apă, afluent al râului Geamărtălui. 